# Halichondria panicea
Halichondria panicea  (лат.) — морская губка из отряда Suberitida класса обыкновенных губок.

## Описание
Очень полиморфный вид, форма тела изменяется в зависимости от места, на котором эта губка растет. На ровном месте тело губки имеет вид плоской корки или подушечки, от которой поднимается вверх ряд низких трубчатых выростов, имеющих на концах устья. Обрастая водорослями, H. panicea приобретает вид неправильных лопастных комков или разветвленных веточек. При росте в узком пространстве между большими камнями трубчатые выросты значительно увеличиваются, пока не занимают практически все тело губки, которая состоит теперь из ряда длинных вертикальных трубок, открывающихся на свободных концах широкими устьями. Высота тела губки до 20 см, высота лопастей и отростков 10—15 см, диаметр устьев до 6 мм. Губка твердая и прочная. Поверхность губки гладкая. Дермальная мембрана тонкая, легко отделяющаяся от тела. Окраска губок, растущих на хорошо освещенных местах, зелёная из-за водорослей, в затененных местах губки кремово-жёлтые. В массовых скоплениях встречаются пепельно-серые, коричневые и изредка коричневато-красные особи. Из-за такого многообразия форм эту губку на протяжении 250 лет 56 разных учёных 56 раз описывали как новый биологический вид. И только современные исследования с использованием анализа ДНК позволили установить, что все эти губки являются одним видом.

## Ареал и места обитания
Распространена в Арктике, северной Атлантике, на Атлантическом побережье Европы, в Средиземном, Эгейском и Чёрном морях. Обитает в основном на мелководье на глубинах от 2 до 65 м, но распространена от приливно-отливной зоны (литорали) до глубин свыше 550 м. Встречается на камнях и ракушечнике.

## Особенности биологии
Как и у всех губок, естественных врагов у этого вида сравнительно немного, иногда H. panicea поедают некоторые тюлени и рыбы.

## Охрана
Как уязвимый вид H. panicea занесена в Красную книгу Чёрного моря.